# Mimepuraecha celebensis
Mimepuraecha celebensis är en skalbaggsart som beskrevs av Stefan von Breuning 1974. Mimepuraecha celebensis ingår i släktet Mimepuraecha och familjen långhorningar.
Artens utbredningsområde är Sulawesi. Inga underarter finns listade i Catalogue of Life.